# Grey Damon
Grey Damon (Bloomington, 24 settembre 1987) è un attore statunitense.

## Biografia
Nato a Bloomington, Indiana, e cresciuto a Boulder, Colorado, debutta come attore nel 2003 partecipando ad un episodio della serie televisiva Malcolm. Successivamente ottiene ruoli minori in varie produzioni televisive, tra cui True Blood, dove ha interpretato la star del football locale Kitch Maynard nella terza stagione, nell'ultima stagione di Friday Night Lights e ha fatto parte del cast de Le nove vite di Chloe King, cancellato dopo una sola stagione.
È apparso in ruoli ricorrenti nelle serie televisive The Secret Circle e Twisted. Nel 2013, assieme a Aimee Teegarden e Matt Lanter, fa parte del cast della serie di The CW Star-Crossed.
Ha fatto una comparsa nel primo episodio della serie antologica American Horror Story: Coven, di Ryan Murphy.
Dal 2016 interpreta il supercriminale Mirror Master nella serie televisiva The Flash.
Per il cinema ha recitato in Percy Jackson e gli dei dell'Olimpo - Il mare dei mostri e in Oldboy di Spike Lee, dove interpreta la versione giovane del protagonista Josh Brolin.

## Filmografia

### Cinema
- The Devil Within, regia di Tom Hardy (2010)
- Percy Jackson e gli dei dell'Olimpo - Il mare dei mostri (Percy Jackson: Sea of Monsters), regia di Thor Freudenthal (2013)
- Oldboy, regia di Spike Lee (2013)
- Sex Guaranteed, regia di Brad Barnes e Todd Barnes (2017)
- L'esorcismo di Hannah Grace (The Possession of Hannah Grace), regia di Diederik van Rooijen (2018)

### Televisione
- Malcolm serie TV (2003-2006)
- 90210 – serie TV, episodio 1x15 (2009)
- Lincoln Heights - Ritorno a casa (Lincoln Heights) – serie TV, episodio 4x06 (2009)
- The Odds, regia di Jeff Wadlow – film TV (2010)
- Greek - La confraternita (Greek) – serie TV, episodio 3x14 (2010)
- 10 cose che odio di te (10 Things I Hate About You) – serie TV, episodio 1x14 (2010)
- True Blood – serie TV, episodi 3x04, 3x06 e 3x11 (2010)
- The Whole Truth – serie TV, episodio 1x01 (2010)
- Friday Night Lights – serie TV, 13 episodi (2010-2011)
- Le nove vite di Chloe King (The Nine Lives of Chloe King) – serie TV, 10 episodi (2011)
- The Secret Circle – serie TV, 6 episodi (2012)
- American Horror Story – serie TV, episodio 3x01 (2013)
- Twisted – serie TV, 11 episodi (2013-2014)
- Star-Crossed – serie TV, 13 episodi (2014)
- Aquarius – serie TV, 26 episodi (2015-2016)
- The Flash – serie TV, 2 episodi(2016)
- Station 19 − serie TV (2018-2024)

## Doppiatori italiani
Nelle versioni in italiano delle opere in cui ha recitato, Grey Damon è stato doppiato da:
- Luigi Morville ne Le nove vite di Chloe King, The Flash
- David Chevalier in The Secret Circle, Star-Crossed
- Emanuele Ruzza in Aquarius, L'esorcismo di Hannah Grace
- Francesco Venditti in Station 19, Grey's Anatomy
- Flavio Aquilone in Malcolm
- Giorgio Borghetti in Friday Night Lights
- Marco Vivio in American Horror Story
- Mattia Nissolino in Twisted